# Phoenicopterus ruber

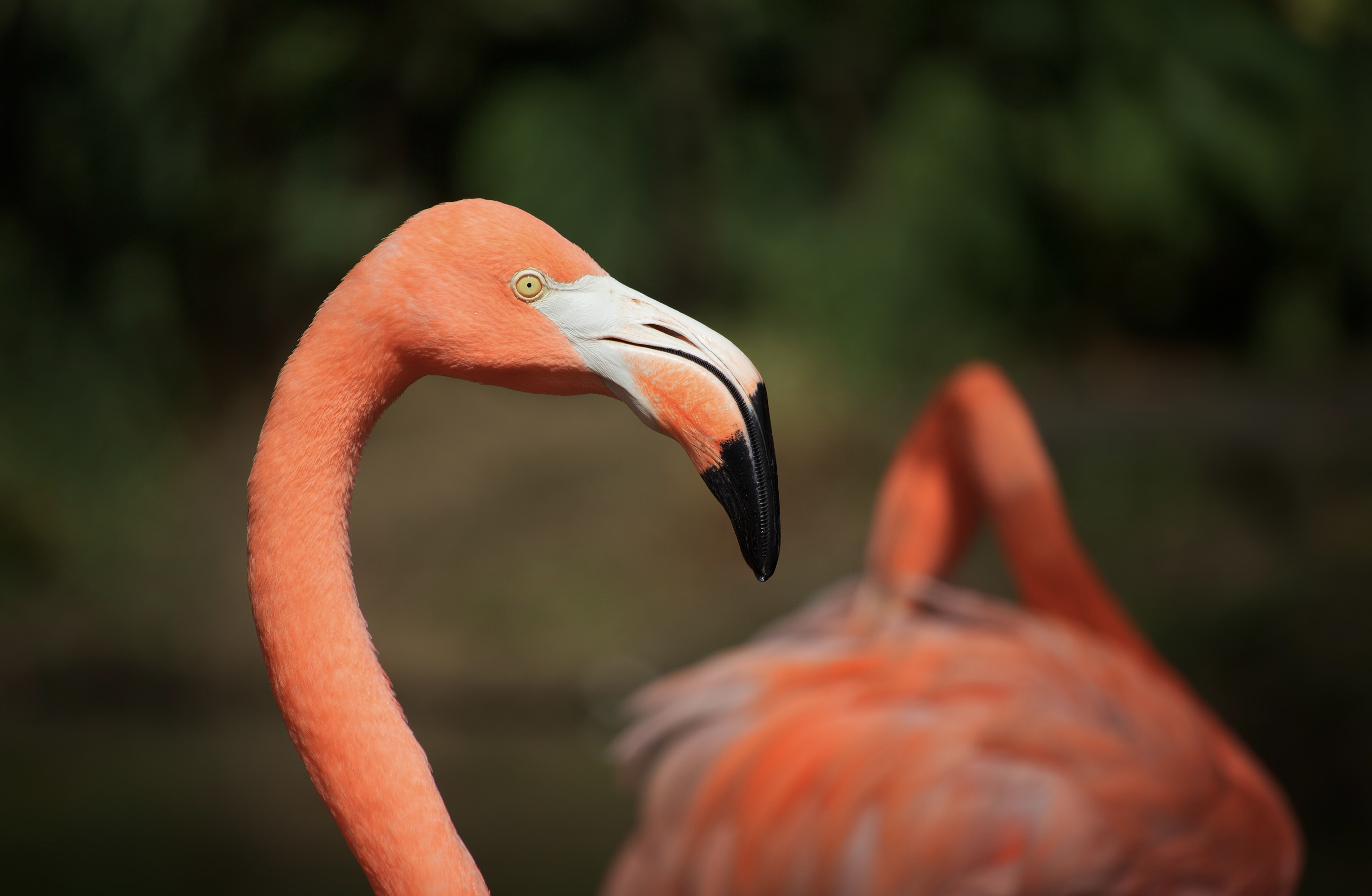
Flamenco rosado en Colombia

El flamenco del Caribe o flamenco rojo (Phoenicopterus ruber) es un ave de la familia Phoenicopteridae que vive en áreas tropicales de América, incluyendo las Antillas, la costa de la Península de Yucatán, el norte de Colombia y Venezuela, en el sur de Florida en los Estados Unidos,  en las islas Galápagos y en el norte de Honduras. Se conocen varias subespecies. En algunas regiones de habla hispana, como la Península de Yucatán también es conocido como flamingo.

## Descripción

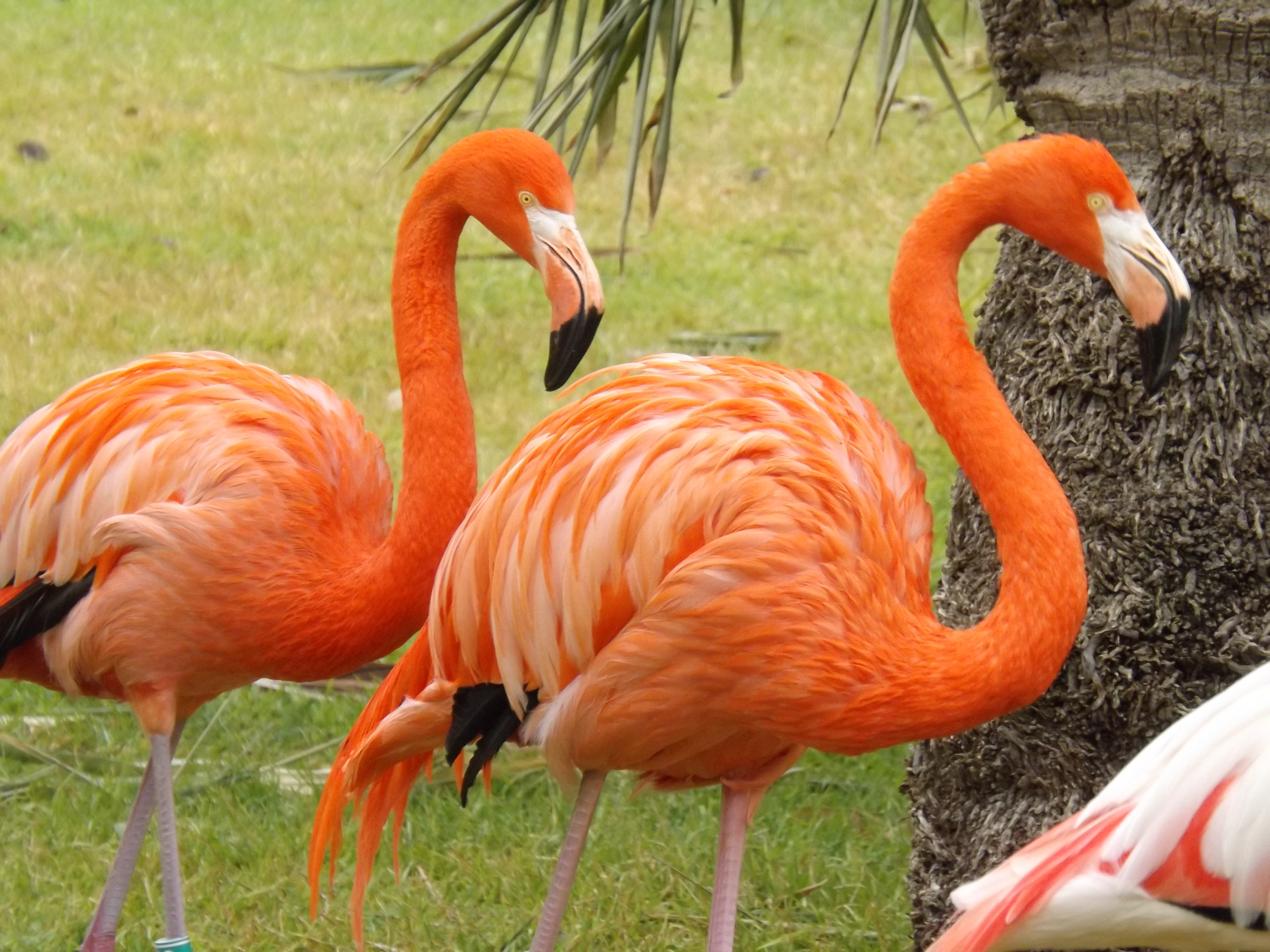
El color de su plumaje oscila del rosa claro al rojo según su alimentación.

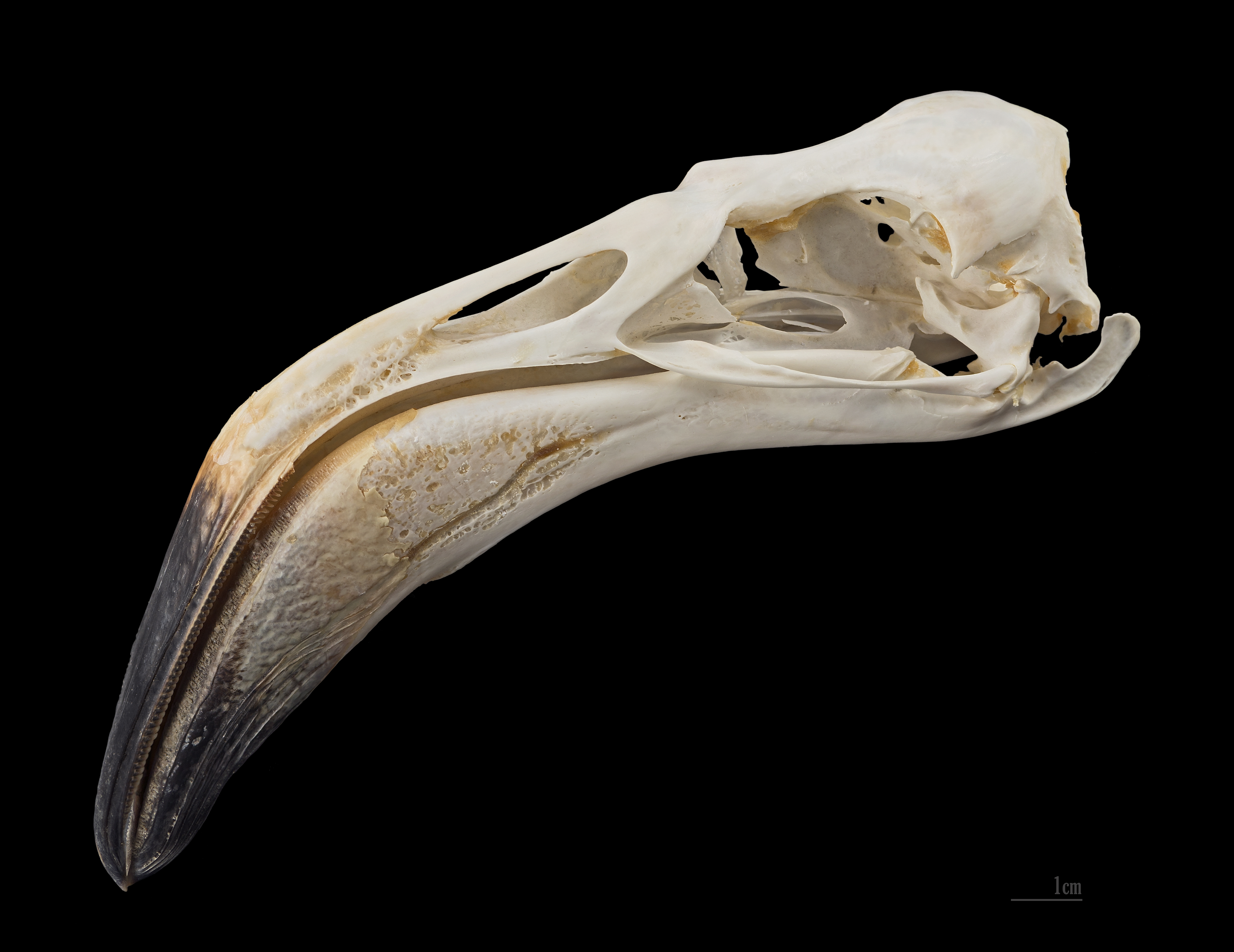
Cráneo.

El flamenco del Caribe alcanza de 1,20 a 1,40 m de altura. Es un ave esbelta: el macho pesa en promedio 2,8 kg y la hembra 2,2 kg. Es el flamenco más grande del continente, y el segundo del mundo, superado por el flamenco común (Phoenicopterus roseus). Su color puede variar desde el rosa pálido hasta un carmesí o bermellón, dependiendo de la zona donde viva y de la cantidad de crustáceos con altos contenidos carotenoides que consuma.

## Hábitat
El flamenco del Caribe puede verse en lagos poco profundos y aguas costeras. Está especializado en alimentarse en lagos con grandes concentraciones salinas o alcalinas. Obtiene su alimento desde el sedimento limoso del fondo. Estas aguas contienen suficiente alimento para satisfacer a un gran número de estas aves, que consumen insectos, camarones y pequeñas plantas, diatomeas y otras algas.

## Comportamiento
El flamenco del Caribe vadea por aguas someras, hace descender su largo cuello y, sobre el agua, a través de su pico vuelto hacia arriba, se alimenta: dentro del pico, diferentes animales pequeños son recogidos entre unas finas placas (lamelas), dispuestas como las laminillas de un peine, entre las cuales pasa el agua. Los lagos adecuados son pocos y están alejados entre sí, y estas aves deben recorrer grandes distancias desde un lugar de alimentación a otro, con frecuencia en grandes bandadas.

### Reproducción

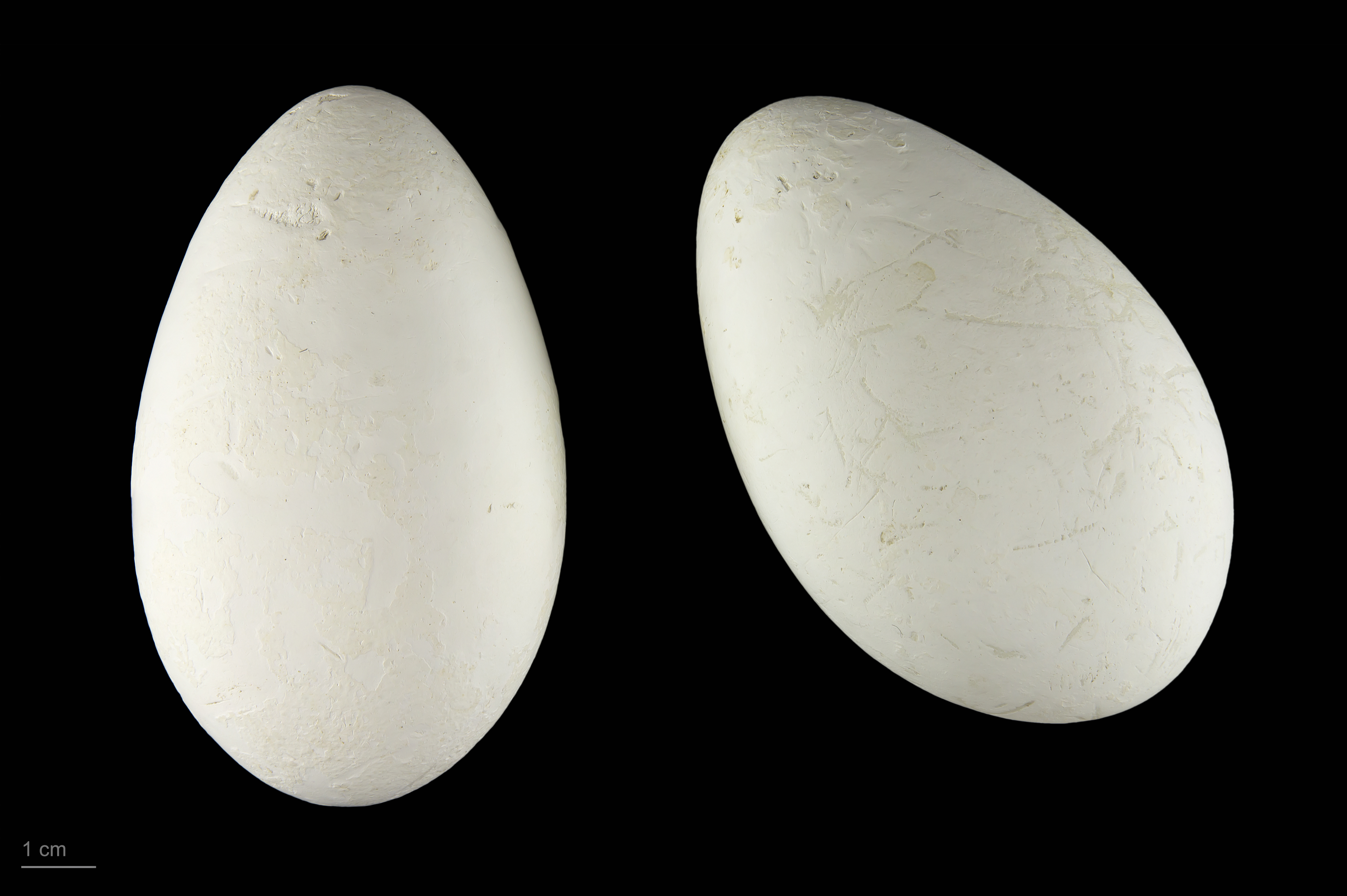
Phoenicopterus ruber - MHNT

Los comportamientos de apareamiento y vinculación de los individuos de flamenco rojo se han estudiado ampliamente en cautiverio. El flamenco americano suele ser monógamo al seleccionar un sitio para anidar, incubar y criar crías; sin embargo, las cópulas extraparejas son frecuentes.
Mientras que los machos suelen iniciar el cortejo, las hembras controlan el proceso. Si el interés es mutuo, la hembra camina junto al macho, y si el macho es receptivo, camina con ella. Ambas partes realizan movimientos sincronizados hasta que un miembro aborta este proceso. Para cortejos de baja intensidad, machos y hembras caminan al unísono con la cabeza erguida. En los cortejos de alta intensidad, los machos y las hembras caminan a paso rápido con la cabeza gacha en una falsa postura de alimentación. Este cortejo de alta intensidad se detiene en cualquier momento si una de las aves gira y la otra no lo sigue, las cabezas se levantan, los movimientos al unísono se detienen o el ritmo del movimiento se ralentiza. Si la hembra finalmente es receptiva a la cópula, deja de caminar y se presenta para el macho. Las parejas a largo plazo no se involucran con frecuencia en comportamientos de cortejo o exhibiciones en grupo. Las parejas a menudo conviven, duermen y comen muy cerca.
La hembra pone, entre mayo y agosto, un solo huevo, blanquecino como tiza. Ambos, la hembra y el macho, incuban el huevo por un período de veintiocho a treinta y dos días hasta que eclosiona, y también ambos padres cuidan de la cría hasta su maduración sexual, que puede tardar seis años. Las crías nacen con plumaje rojizo como los adultos, pero a los pocos días este plumaje se torna grisáceo. La longevidad esperada del flamenco es de cuarenta años, una de las más largas dentro de las aves.

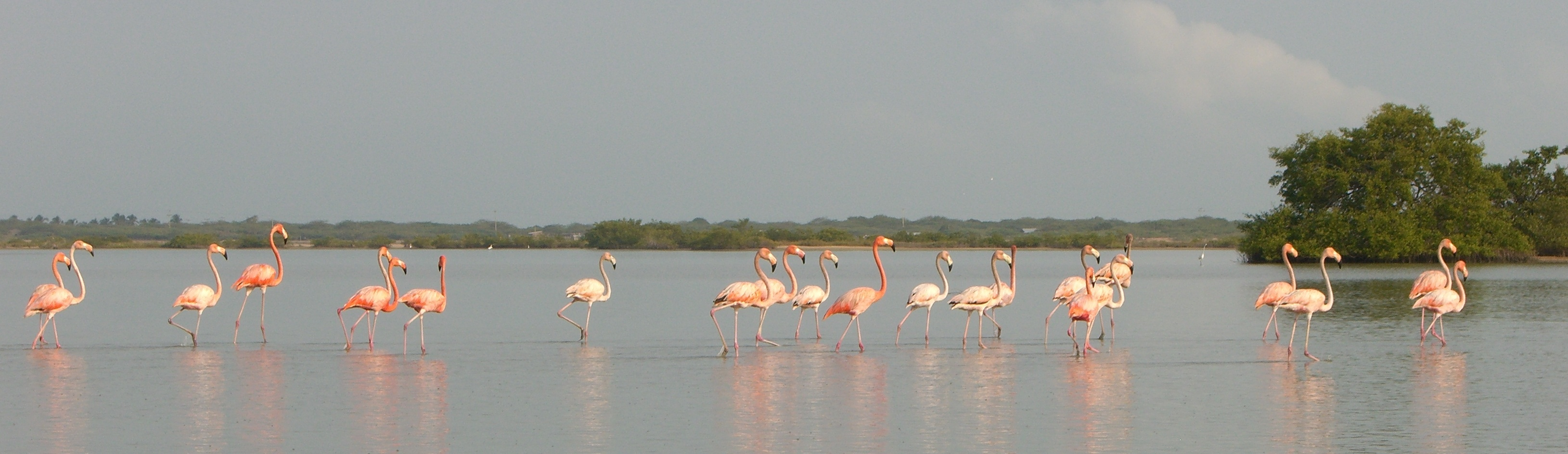
Santuario de fauna y flora los Flamencos, Colombia. Estas aves le dan el nombre al parque.

Cada pareja marca el territorio alrededor del nido de su único huevo hasta cuando la cría nace y es alimentada por ambos padres durante los tres primeros meses.

### Migración
Al igual que otras especies de flamencos, los flamencos rojos migran distancias cortas para asegurarse de obtener suficiente alimento o porque su hábitat ha sido perturbado de alguna manera. Una perturbación del hábitat que se ha observado que hace que los flamencos abandonen sus lugares de alimentación es el nivel elevado del agua. Estas condiciones dificultan que Phoenicopterus ruber vadee, lo que dificulta su capacidad para acceder a los alimentos. Los flamencos luego abandonarán sus áreas de alimentación en busca de una fuente alternativa de alimento. Si bien los vuelos no son tan largos como los de otras aves migratorias, los flamencos aún vuelan durante períodos sin comer.